# Замок Колфілд

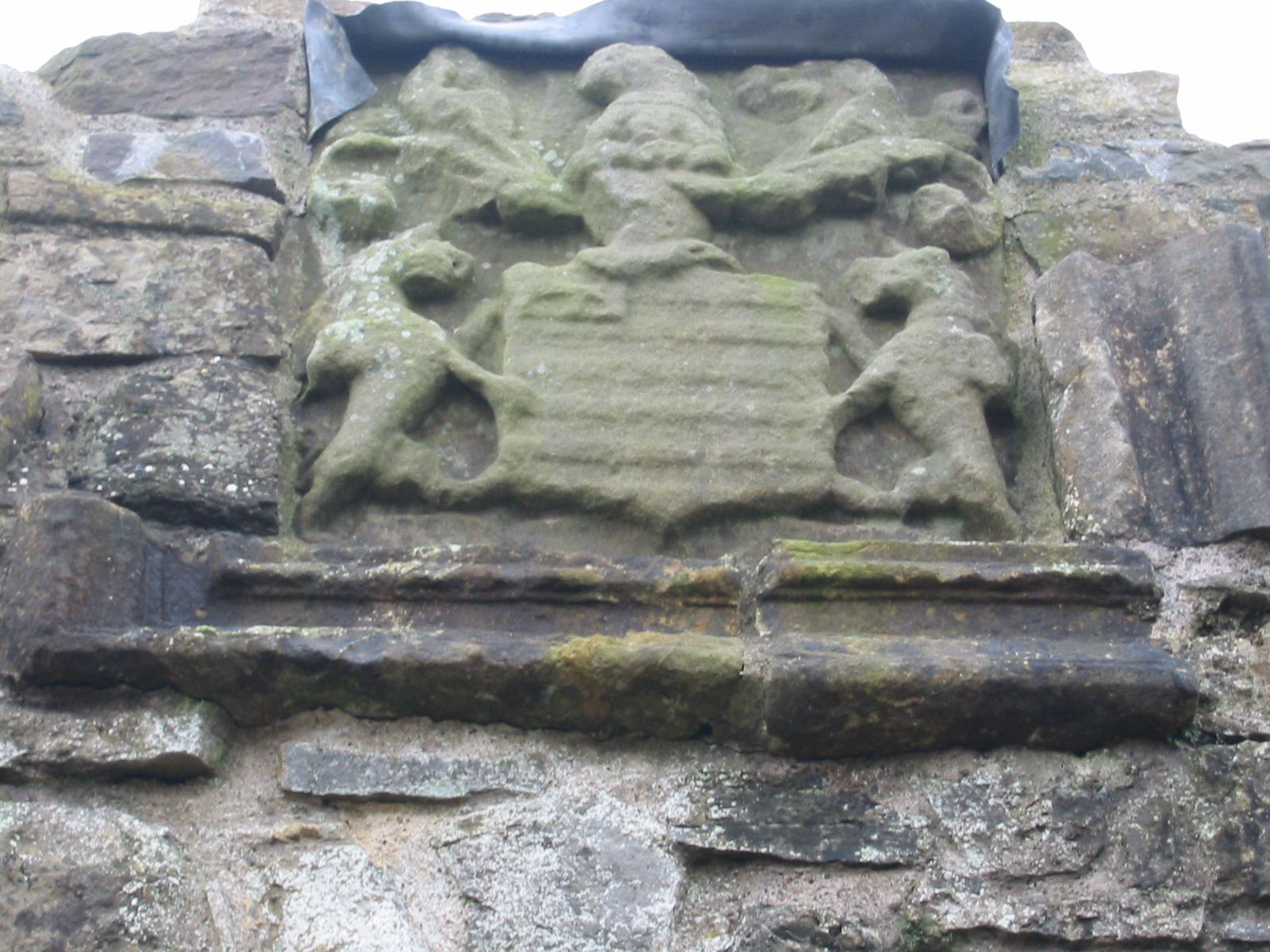
Герб на стінах замку Колфілд.

Замок Колфілд (англ. Castle Caulfield) — один із замків Ірландії, розташований біля селища Кастелколфілд, графство Тірон, Північна Ірландія. Нині замок лежить в руїнах. Колись це була велична багатоповерхова будівля, міцний оборонний замок, з бійницями, баштами, чисельними кімнатами. Археологічні дослідження і датування по дереву вказують на те, що замок був побудований до 1282 року. Замок кілька разів добудовувався і перебудовувався. Є численні елементи добудовані вже в епоху Тюдорів в Англії, бійниці, зроблені в різні епохи. Зберігся герб господарів замку Колфілд над входом в замок.
Частину замку — житловий будинок збудував сер Тобі ні Колфілд — лорд Шарлемон у 1611—1619 роках на місці замку, що належав ірландському клану О'Доннелл. Лорд Шарлемон дуже хотів жити як англійський джентльмен. Тільки таким бажанням можна пояснити його будівництво на руїнах замку у неспокійному районі Ірландії у дуже неспокійний час. У 1619 році замок мав П-подібну форму і північно-західне крило, яке не збереглося. Замок мав каміни і масивні димарі. Піньяр у 1619 році описував замок як «гарний будинок на півночі Ірландії». Замок сильно постраждав під час повстання за незалежність Ірландії 1641 року — був взятий штурмом і спалений ірландськими повстанцями під проводом Похмурого Патріка О'Доннелла. Але замок лишався населеним замком до 1660 років. У 1660 році замок був частково відновлений, але все одно був у жахливо стані. Замок відвідав Олівер Планкетт в 1670 році і повідомив, що замок лежить в руїнах. У 1700 році замок був кинутий власниками напризволяще. Замок лежав в повних руїнах, коли в ньому проповідував Джон Веслі в 1767 році.
Нині замок Колфілд — це закинуті руїни, але замок є пам'яткою історії та архітектури і охороняється законом.